# Estero Navidad
El estero Navidad es un curso natural de agua de corto trayecto que nace al sur de la desembocadura del río Rapel y desemboca en el océano Pacífico.

## Trayecto
El mapa de la cuenca del río Rapel lo muestra claramente dentro de los límites de esa cuenca, sin embargo la lista del ítem 061, así como el mapa de Risopatrón lo muestran como perteneciente al ítem 061.

## Caudal y régimen
El estero no tiene estación fluviométrica, pero a partir de datos de cuencas similares se ha generado curvas de variación de caudales.

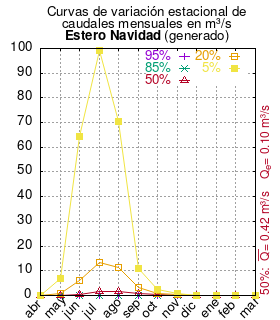
Curvas de variación de caudales mensuales en m³/s generados extrapolando las de cuencas similares cercanas.

El caudal del río (en un lugar fijo) varía en el tiempo, por lo que existen varias formas de representarlo. Una de ellas son las curvas de variación estacional que, tras largos periodos de mediciones, predicen estadísticamente el caudal mínimo que lleva el río con una probabilidad dada, llamada probabilidad de excedencia. La curva de color rojo ocre (con {\displaystyle {\color {Red}\vartriangle }}) muestra los caudales mensuales con probabilidad de excedencia de un 50%. Esto quiere decir que ese mes se han medido igual cantidad de caudales mayores que caudales menores a esa cantidad. Eso es la mediana (estadística), que se denota Qe, de la serie de caudales de ese mes. La media (estadística) es el promedio matemático de los caudales de ese mes y se denota {\displaystyle {\overline {Q}}}. 
Una vez calculados para cada mes, ambos valores son calculados para todo el año y pueden ser leídos en la columna vertical al lado derecho del diagrama. El significado de la probabilidad de excedencia del 5% es que, estadísticamente, el caudal es mayor solo una vez cada 20 años, el de 10% una vez cada 10 años, el de 20% una vez cada 5 años, el de 85% quince veces cada 16 años y la de 95% diecisiete veces cada 18 años. Dicho de otra forma, el 5% es el caudal de años extremadamente lluviosos, el 95% es el caudal de años extremadamente secos. De la estación de las crecidas puede deducirse si el caudal depende de las lluvias (mayo-julio) o del derretimiento de las nieves (septiembre-enero).

## Historia
Luis Risopatrón lo describe en su Diccionario Jeográfico de Chile: 580 
Navidad (Estero) 33° 57' 71° 52'. Es de corto curso i caudal i afluye del SE a la bahía del mismo nombre. 156; i valle en 62, II, p. 68.